# Griselinia
Griselinia G.Forst., 1786 è l'unico genere di piante della famiglia Griseliniaceae. Comprende sette specie di arbusti e alberi.

## Descrizione
Le specie presenti in Sud America sono piccoli cespugli, alti circa 1–5 m, note con il nome di yelmo. Le due specie presenti in Nuova Zelanda sono grandi cespugli o alberi, alti circa 4–20 m, spesso con crescita epifita. 
La giovane pianta spesso colonizza aree dell'alta canopia della foresta, in mezzo ad altre epifite quali Collospermum e Astelia; successivamente crescono radici aeree che scendono lungo il tronco della pianta ospite.
Le foglie sono sempreverdi, lisce e lucide sulla superficie superiore, spesso più pallide in quella inferiore.
I fiori sono molto piccoli, con cinque sepali, cinque stami e un singolo stigma.
I petali sono lunghi 2–3 mm.
Il frutto è una piccola bacca ovale di colore viola, lunga 5–10 mm.

## Distribuzione e habitat
Le piante di questo genere presentano un areale disgiunto: sono infatti native della Nuova Zelanda (2 specie) e dell'America meridionale (5 specie).
Sono un classico esempio di flora antartica.

## Tassonomia
Il genere comprende le seguenti specie:
- Griselinia carlomunozii M.O.Dillon & Muñoz-Schick - area costiera del Cile settentrionale (Antofagasta)
- Griselinia jodinifolia (Griseb.) Taub. - Cile
- Griselinia littoralis (Raoul) Raoul - in lingua māorikapuka; ha foglie lunghe circa 6 cm.
- Griselinia lucida (J.R.Forst. & G.Forst.) G.Forst. - puka, akapuka; ha foglie larghe e lucide, lunghe circa 12 cm.
- Griselinia racemosa (Phil.) Taub. - Cile meridionale (Los Lagos, Aisén) e area adiacente dell'Argentina (Chubut occidentale)
- Griselinia ruscifolia (Gay) Ball - Argentina, Cile, Brasile sudorientale
- Griselinia scandens (Ruiz & Pav.) Taub. - Cile centrale e meridionale

## Proprietà
L'acido petroselinico è l'acido grasso principale presente nelle specie, cosa che indica la relazione con le Apiaceae e le Araliaceae.